# Anapisa deannulata
Anapisa deannulata là một loài bướm đêm thuộc phân họ Arctiinae, họ Erebidae.